# Bruichladdich

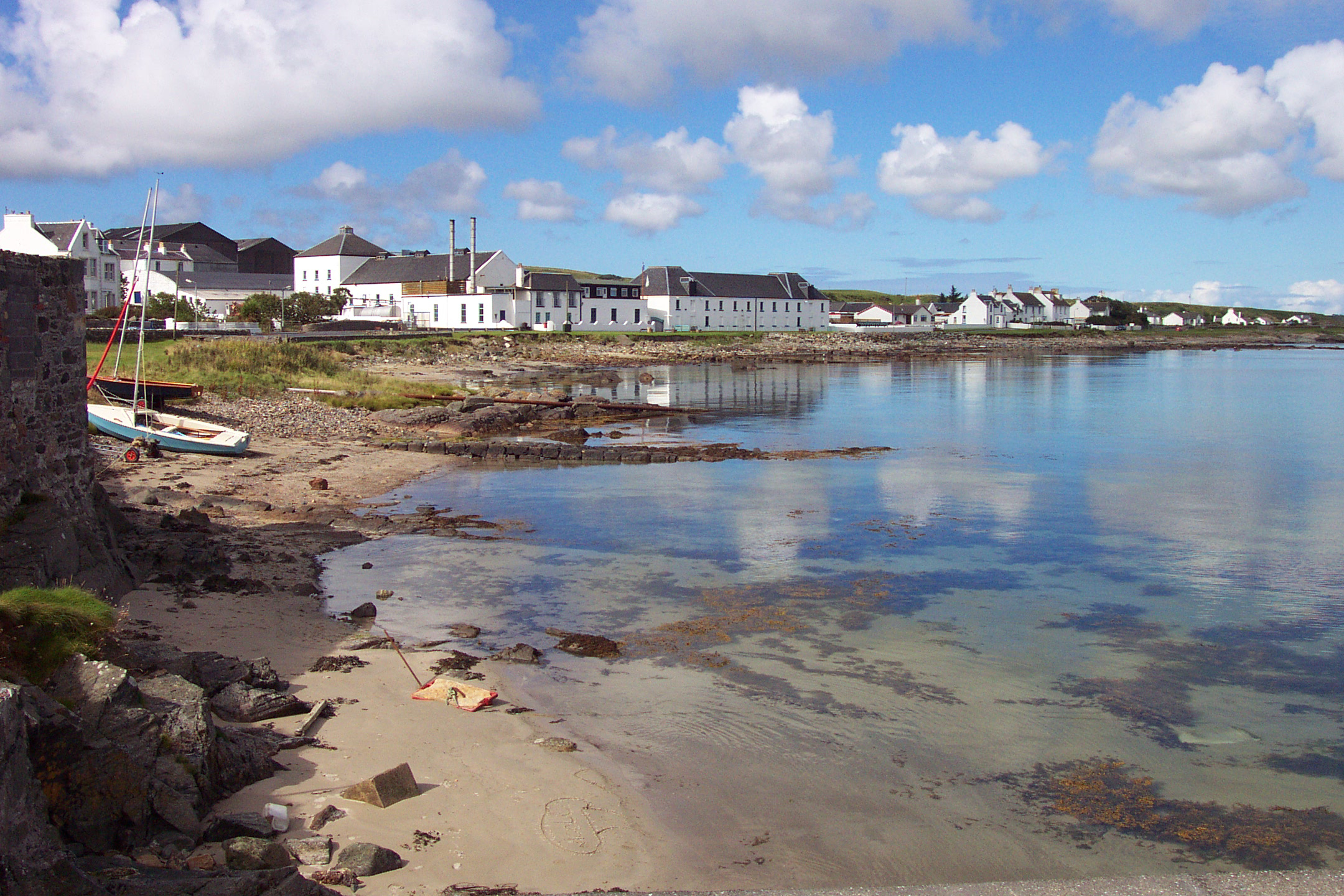
Віскікурня Bruichladdich

Логотип віскікурні Bruichladdich

Bruichladdich ([brʊxˈlædi]) — винокурня у районі Рінс на острові Айлей, Шотландія. Винокурня виробляє в основному односолодове шотландське віскі, але також і джин The Botanist. Винокурня належить компанії Rémy Cointreau і є однією з дев'яти працюючих віскікурень на острові.
Назва Bruichladdich — це англізація шотландського гельського вислову Bruthach a' Chladaich, що означає Прибережне [село] Брей.

## Історія
Bruichladdich була побудована у 1881 році братами Гарві — Вільгельмом (32), Джоном (31) та Робертом (23) — на березі Лох Індаала, на Рінс-оф-Айлей, найбільшій західній частині острова. Гарві — це сімейна династія виробників віскі, що з 1770 року володіло двома віскікурнями в Глазго. Використовуючи спадок, троє братів об'єднали свої зусилля, щоб створити третю віскікурню — Bruichladdich — за проєктом Джона, інженером якого був Роберт, а фінансував — Вільям та інші члени родини. У той час віскікурня була найсучаснішою на відміну від старих віскікурень острову Айлей, які розвивалися у старих господарських будівлях. Вона була побудована із каміння з морського берега і має дуже ефективну компоновку, розташувавши будівлі навколо великого просторого подвір'я.
Унікальні високі і завужені перегонні куби були обрані для створення дуже чистого та оригінального дистиляту, що відрізнявся за стилем від вироблених на старіших віскікурнях. Bruichladdich керував Вільям Гарві, після того як посварився з братами ще до того, як вона навіть була добудована, і аж до пожежі 1934 року та його смерті в 1936 році. Протягом наступних сорока років віскікурня згодом кілька разів змінював власників внаслідок корпоративних поглинань та раціоналізації галузі, поки не була закритою у 1994 році як «більше непотрібна».
Згодом, 19 грудня 2000 року віскікурню придбала група приватних інвесторів під керівництвом Марка Реньє з Murray McDavid. Джим Маківан, який працював на винокурні Bowmore з 15 років, був найнятий на посаду головного дистилятора та директора з виробництва. У період із січня по травень 2001 року весь завод був демонтований та повторно зібраний, зберігши оригінальний вікторіанський декор та обладнання. Не вдавшись до модернізації, було ухвалено рішення про те, що у виробництві буде і надалі використовуватися більшість оригінальних машин Harvey. Жодні комп'ютери не використовуються у виробництві, всіх процеси контролюються пулом кваліфікованих майстрів, які передають інформацію усно та значною мірою керують процесом виробництва за допомогою кнопок та простих флотаційних пристроїв.
23 липня 2012 року було оголошено, що компанія Rémy Cointreau уклала угоду з Bruichladdich про придбання віскікурні за 58 мільйонів фунтів стерлінгів.

## Сьогодення
Всі віскі винокурні продаються як односолодові, причому ті, що продаються під брендом Bruichladdich, не є торфованими, ті, що під брендом Port Charlotte, дуже торфовані, а ті, що під брендом Octomore — дуже сильно торфовані. Octomore вважається «найторфованішим односолодовим віскі у світі».
Віскікурня перейшла до повного виробництва в 2013 році. Весь ячмінь, що використовується, є виключно шотландським, частина якого вирощується на острові Айлей з 2004 року. Походження ячменю, що використовується, є надзвичайно важливим у філософському плані, і це яскраво відображається у маркетингу та позиціюванні асортименту продукції. Інформація про окремі господарства, фермерів та навіть поля, на яких вирощується зерно, вказуються на упаковці, де це можливо.
Прив'язка віскікурні до острова Айлей призвела до створення острівної системи управління та адміністративної системи, що включає будівництво єдиного на острові комерційних потужностей для розливу. Компанія є найбільшим приватним роботодавцем на Айлеї, що створює близько шістдесяти робочих місць на острові.
У 2003 році Bruichladdich запустив свою популярну «Links Series»
- 1 St Andrew's — Old Course Bourbon + Refill Spanish Oak finished
- 2 Augusta 14-year; Bourbon
- 3 Royal Troon 14-year; Bourbon + Port and Pedro Ximénez Casks finished
- 4 Turnberry 14-year; Bourbon
- 5 Royal Liverpool — Hoylake 14-year; Bourbon + Riversaltes Red Grenache finished
- 6 K Club 14-year; Bourbon + Guigal Cote Rotie and Hermitage Rouge wine casks finished
- 7 Carnoustie 14-Year; Bourbon + Château Haut Brion finished
- 8 Torrey Pines 15-year; Bourbon + Château Latour Bordeaux Cask finished
- 9 Royal Birkdale 15-year; Bourbon
- 10 Valhalla 14-year; Bourbon + Climens Barsac finished
- 11 The Vancouver Club 16-year; Bourbon + Château Haut Brion finished
- 12 Glencoe Golf & CC (Calgary, AB) 18-year; Bourbon
- 50cl #1 St Andrew's — Swilcan Bridge NAS; Bourbon (Peated)
- 50cl #2 St Andrew's — Swilcan Burn 16-year; Bourbon (Peated)

З 2009 року Bruichladdich реалізується у Великій Британії компанією Blavod Wines and Spirits plc.
У 2013 році віскікурня створила власну британську дистрибуційну компанію Bruichladdich UK Distribution Ltd, яка базується в Глазго.
У 2011 році винокурня розпочав виробництво джину The Botanist.

## Вікторіанське обладнання
Віскікурня досі використовує оригінальний «відкритий» 7-тонний чан для браги — єдиний на острові, і один із кількох, що існують на сьогодні. Є шість дерев'яних бродильних чанів, виготовлених із псевдотсуга Мензіса (іноді його називають орегонською сосною), сумарним об'ємом 210.000 літрів. Є два перегонні куби для першої перегонки (разом 23.000 літрів), два незвично високих (6 метрів) і завужених (0,9 м) перегонних куба другої перегонки (разом 21.000 літрів). На сьогодні річний обсяг виробництва складає 1,5 мільйона літрів, що вважається близьким до максимальної потужності виробництва.
Значна частина використовуваного обладнання — це оригінальне вікторіанське обладнання. Процеси керуються вручну, і жоден комп'ютер не використовується у виробництві, окрім офісів, а також для запуску серії з восьми вебкамер. Ці вебкамери опинилися в центрі розвідувальної операції Агентства зі скорочення військової загрози міністерства оборони США, коли антикварне обладнання заводу для перегонки було помилково прийнято за нібито використовуване для виробництва іракської хімічної зброї. Ця історія стала відомою через електронний лист, який американський агент надіслав віскікурні, коли одна з вебкамер була зламана. На честь цієї історії було випущено обмежений набір пам'ятних пляшок, тоді як інша серія Yellow Submarine, присвячена зброї масового знищення, була видана, коли рибалка острову Айлей знайшов дистанційно-керований підводний апарат Міністерства оборони Великої Британії, і розпочалася незначна справа, яку називали фарсом.
У 2010 році останній автентичний перегінний куб Ломонд, який було збережено після зносу винокурні Inverleven в Дамбартоні, був встановлений у приміщенні Bruichladdich, і після модифікацій головного дистилятора Джима Мак'Евана на ньому розпочали в 2011 році перегонку сухого джину The Botanist.

## Галерея

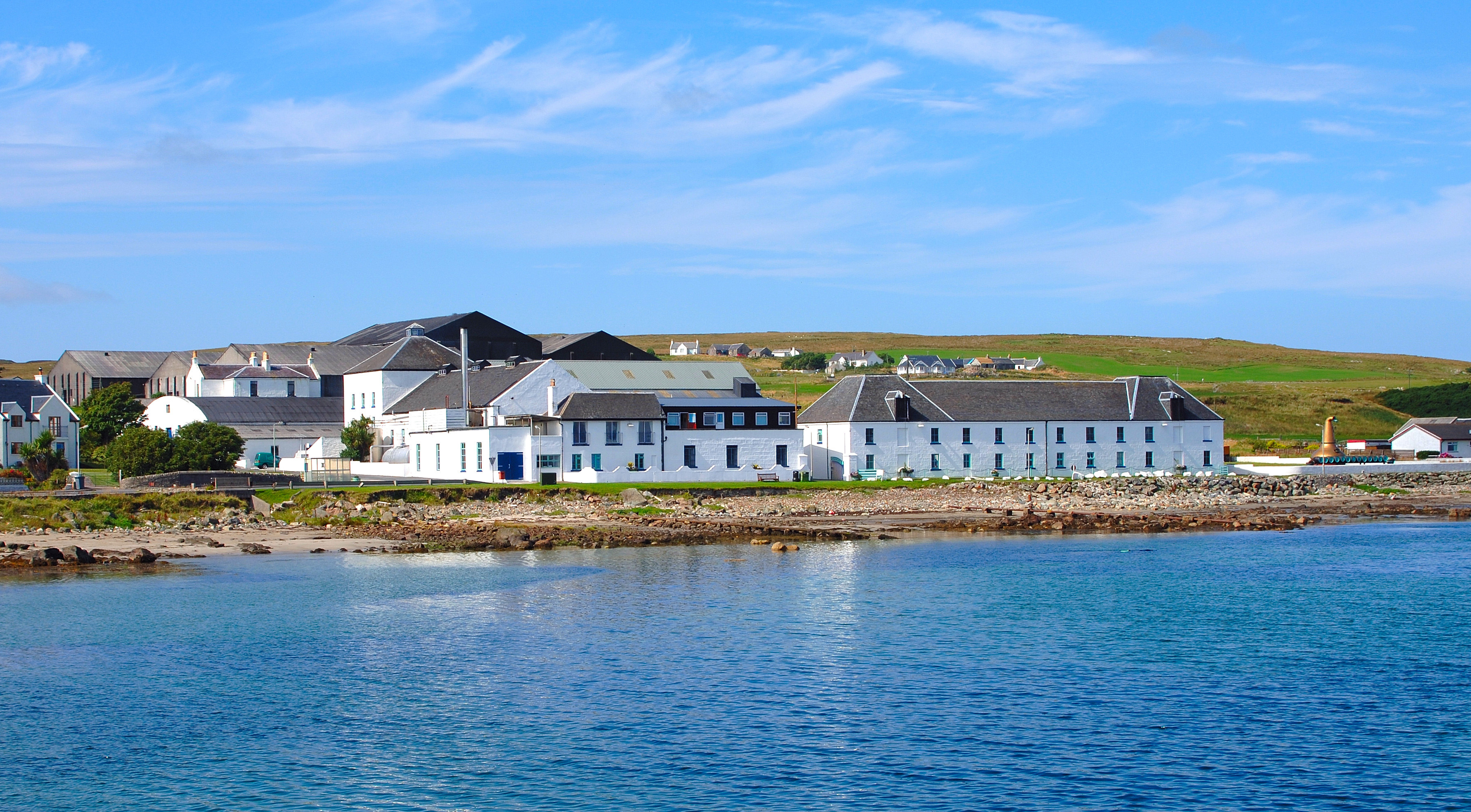
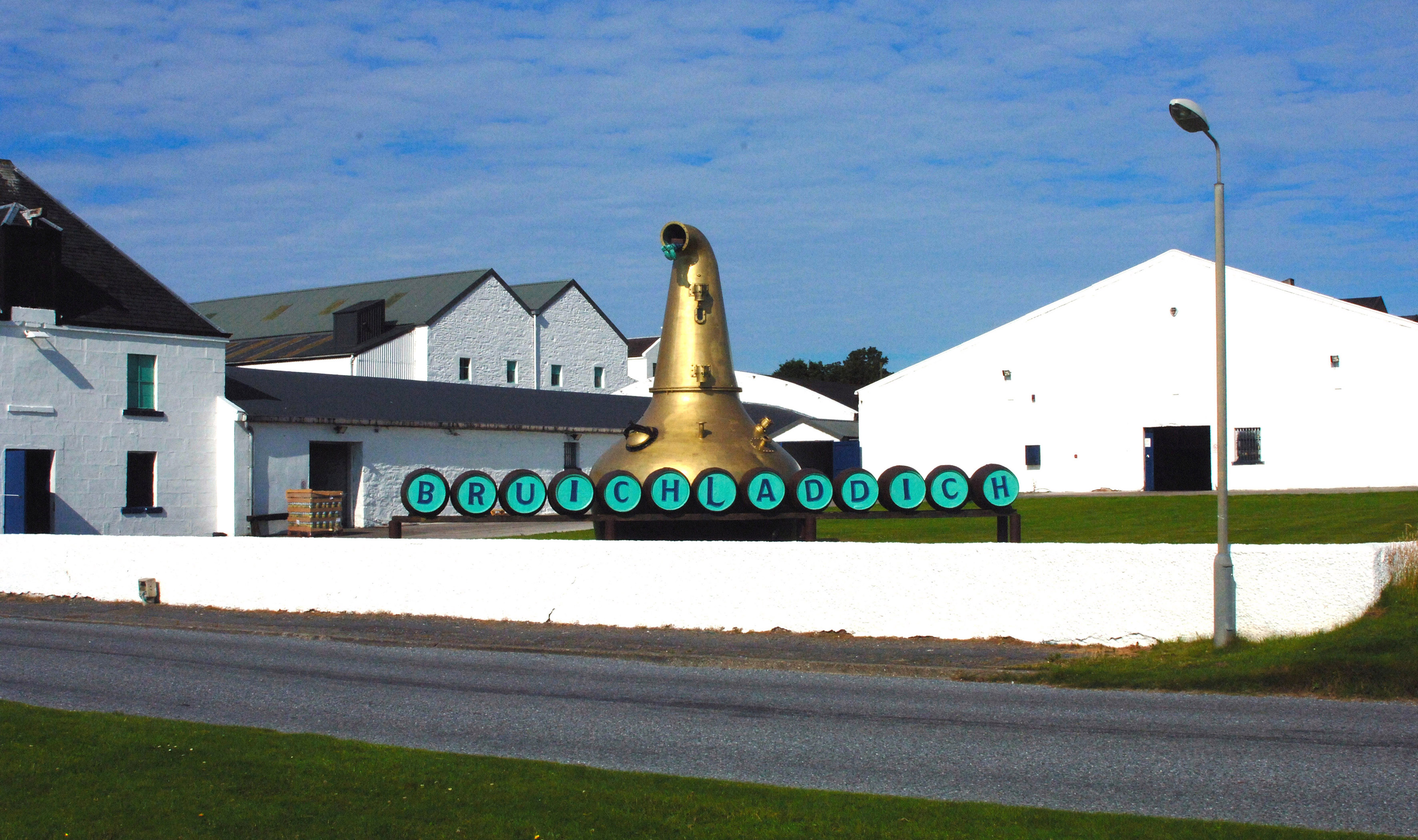
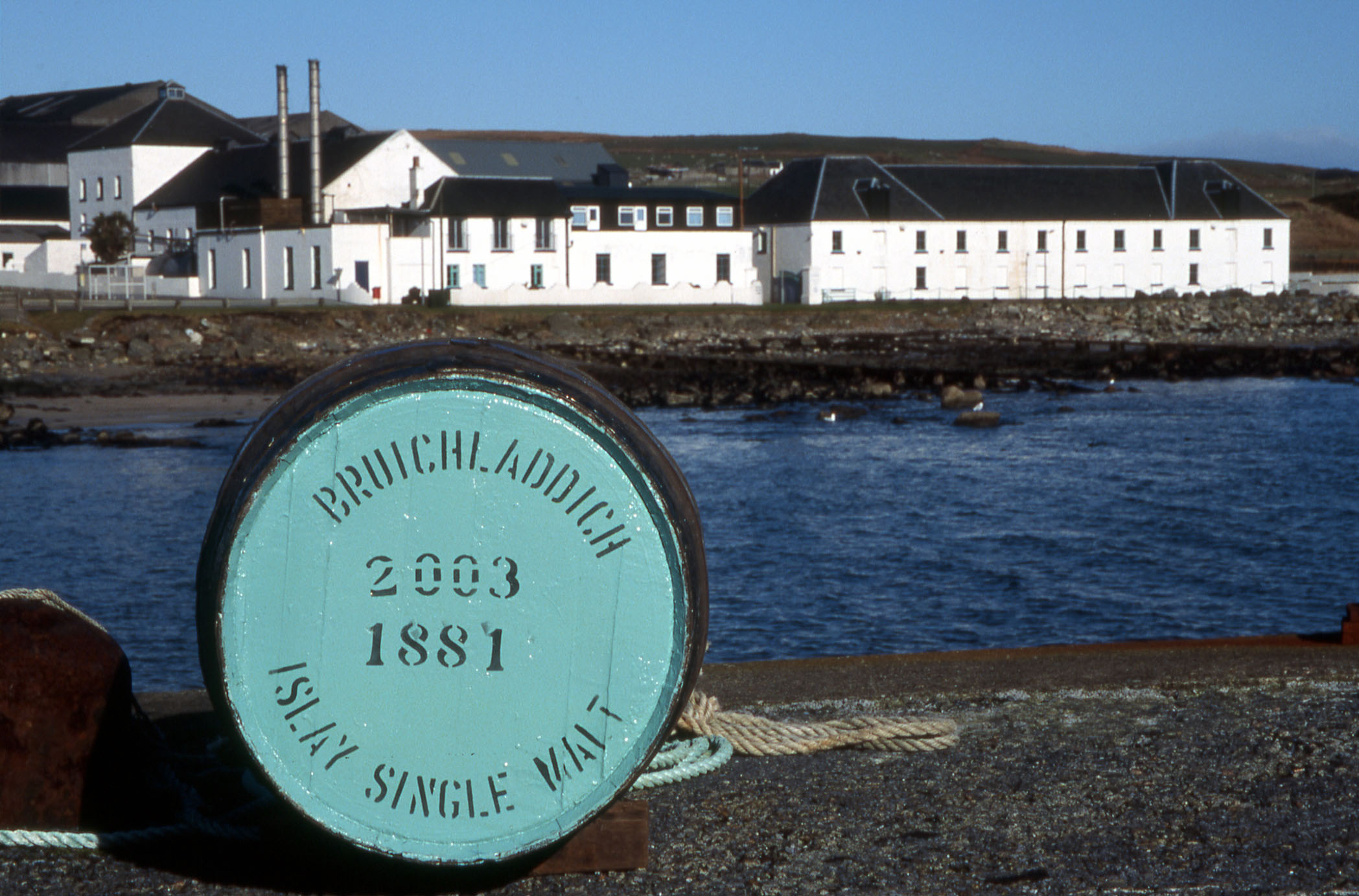
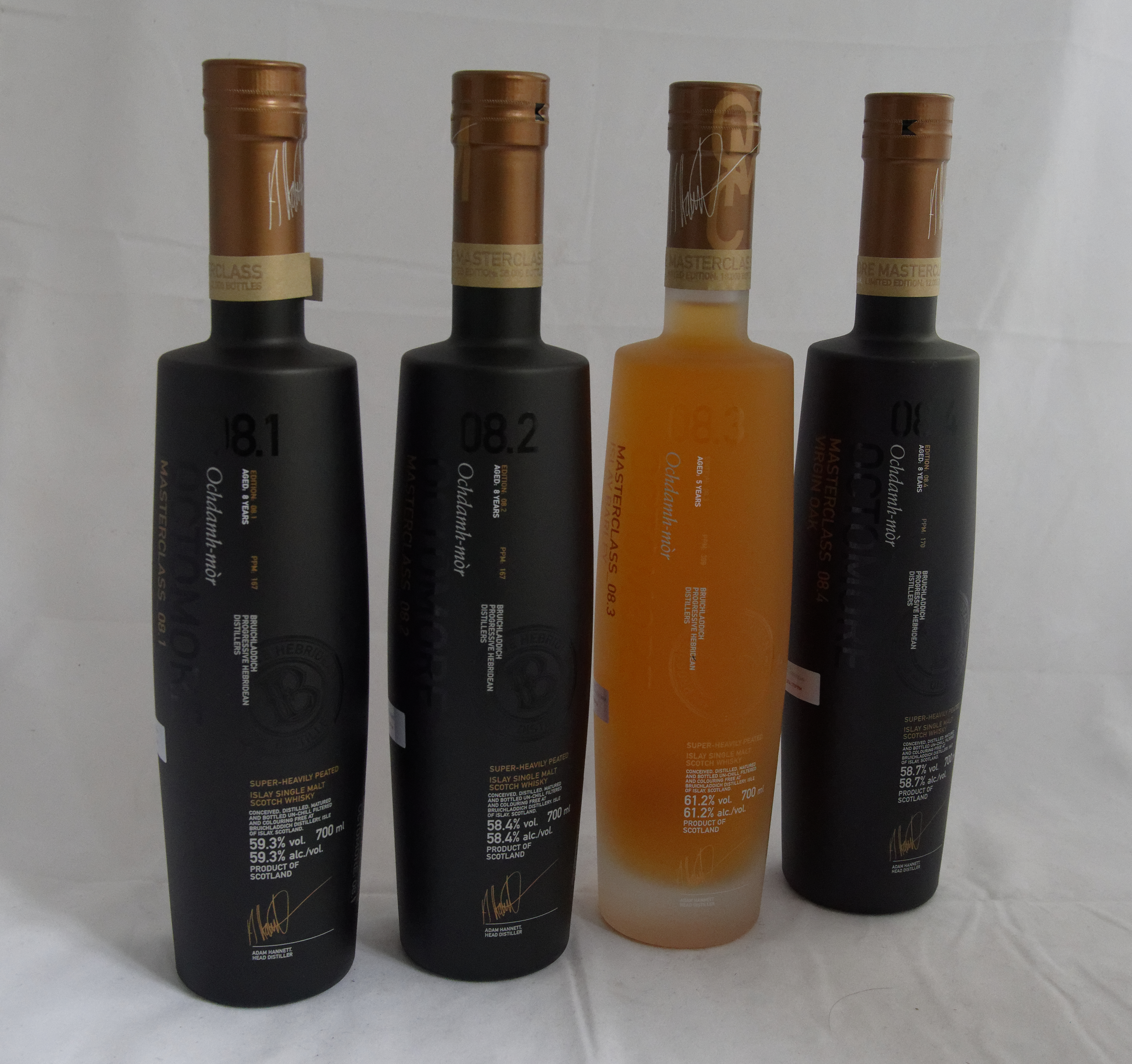

## У масовій культурі
- У телевізійному політичному трилері Картковий будинок[en] виробництва BBC 1990 року партійний староста Френсіс Уркарт[en] пропонує репортеру Матті Сторін[en] склянку Bruichladdich, коли вона приїжджає на співбесіду, зазначаючи: «Bruichladdich, якщо ти знаєш свої солоди».
- У фільмі 2010 року Ранковий підйом персонаж Гаррісона Форда Майк Померой п'є Bruichladdich.
- У фільмі Різанина 2011 року режисера Романа Полянського дві пари обмінюються пляшкою 18-річного Bruichladdich.
- Bruichladdich показано в епізоді серіалу BBC Оз і Джеймс п’ють за Британію[en], в якому головні герої відправилися на екскурсію на віскікурню і мали можливість спробувати деякі з цінного «X4» — чотирикратно перегнаного віскі Perilous.
- У романі Ніка Гаркавея[en] Зниклий світ[en], Фрімен ібн Соломон, посол, що представляє бунтівних партизанів, Захер Бей, п'є односолодовий Bruichladdich, коли він зустрічається зі студентами-активістами в їхній компанії на барі в клубі.

### Виноски
1. ↑  Bruichladdich on Whisky.com (англ.)
2. ↑  Bruichladdich. www.ainmean-aite.scot. Архів оригіналу за 28 жовтня 2020. Процитовано 17 грудня 2017. (англ.)
3. ↑  Bruichladdich and Rémy Cointreau Reach Agreement. bruichladdich.com. 23 липня 2012. Архів оригіналу за 26 липня 2012. Процитовано 23 липня 2012. [Архівовано 2012-07-26 у Wayback Machine.] (англ.)
4. ↑  Bruichladdich Whisky. Blavod. Процитовано 1 серпня 2010.[недоступне посилання] (англ.)
5. ↑  Bruichladdich - the Whisky of Mass Distinction?. Bruichladdich. Архів оригіналу за 11 серпня 2010. Процитовано 1 серпня 2010. [Архівовано 11 серпня 2010 у Wayback Machine.] (англ.)
6. ↑  Сем Лістер (27 вересня 2003). US spies mistake a wee dram for weapon of mass destruction. The Times Online. Архів оригіналу за 1 червня 2015. Процитовано 1 серпня 2010. (англ.)
7. ↑  WMD II - Yellow Submarine. Bruichladdich. Архів оригіналу за 6 грудня 2008. Процитовано 1 серпня 2010. [Архівовано 2008-12-06 у Wayback Machine.] (англ.)

### Книги
- Ендрю Джеффорд (2004). Peat Smoke and Spirit: A Portrait of Islay and its Whiskies. London: Headline. ISBN 978-0747227359.
- Стюарт Ріванс (2008). Whisky Dream: Waking a Giant. Edinburgh: Birlinn Ltd. ISBN 978-1841586816.